# Alicja Kępińska
Alicja Kępińska (ur. 13 listopada 1932 w Daleszewicach, zm. 18 lipca 2019 w Puszczykowie) – polska historyk sztuki, profesor nauk humanistycznych.

## Życiorys
Córka Kazimierza i Marii. Absolwentka historii sztuki na Wydziale Filozoficzno-Historycznym Uniwersytetu im. Adama Mickiewicza w Poznaniu. W latach 1960–2006 była związana z Uniwersytetem Artystycznym w Poznaniu. Uzyskała stopień doktora habilitowanego, a 20 stycznia 2000 nadano jej tytuł profesora w zakresie nauk humanistycznych. Na tej uczelni pełniła rolę m.in. kierownika Katedry Przedmiotów Filozoficzno-Historycznych Wydziału Wychowania Plastycznego, przekształconego później w Wydział Edukacji Artystycznej. Pracowała też w Wyższej Szkole Nauk Humanistycznych i Dziennikarstwa w Poznaniu. 
Była autorką kilkunastu książek naukowych i wielu artykułów. 
Została odznaczona Nagrodą Ministra Kultury i Sztuki. W 2014 otrzymała Krzyż Kawalerski Orderu Odrodzenia Polski.
Pochowana na cmentarzu Górczyńskim w Poznaniu.
Od 2014 na Uniwersytecie Artystycznym im. Magdaleny Abakanowicz w Poznaniu organizowany jest Konkurs im. prof. Alicji Kępińskiej na najlepszą teoretyczną pracę magisterską. Nagroda ma charakter finansowy, a wyróżnienia przyznawane są honorowo. Najlepsza praca zostaje opublikowana w formie artykułu w czasopiśmie „Zeszyty Artystyczne”. Konkurs jest niezależny i wręczany podczas tej samej uroczystości, co nagroda w Konkursie im. Marii Dokowicz.